# Katarina Grujić
Katarina Grujić (kyrillisch Катарина Грујић; * 20. Mai 1992 in Belgrad, Jugoslawien, heutiges Serbien) ist eine serbische Pop-Folk-Sängerin.

## Leben und Karriere
Katarina Grujić beendete ein privates Gymnasium in Belgrad und besuchte im Anschluss zwei Jahre lang das College für Medien und Kommunikation.
Ihre musikalische Karriere begann, als sie 2012 den achten Platz in der Castingshow Zvezde Granda belegte. Durch ihre ersten beiden Singles Jedno đubre obično (2013) und Lutka (2014) erlangte sie weitere Popularität. Im Jahre 2018 veröffentlichte sie ihr Debütalbum Jača doza mene unter dem Label Grand Production.
Sie war auch Teilnehmerin der fünften Staffel der Reality-Show Farma.

## Diskografie

### Alben
- 2018: Jača doza mene

### Singles (Auswahl)
- 2013: Jedno đubre obično
- 2014: Lutka
- 2015: Greška
- 2016: Drugovi
- 2017: Paranoičan
- 2017: Vino po vino (mit MS Ognjen)
- 2018: Bonjour (mit Šako Polumenta)
- 2019: Napad panike
- 2020: Tuđa
- 2022: Mamio
- 2023: Brat